# WiLL (アイドルグループ)
WiLL（ウィル）は、日本の女性アイドルグループである。

## 概要
2016年6月に結成された、"cool&beauty"をコンセプトとしたダンス&ヴォーカル・グループ。楽曲はダンス・ミュージックを中心としている。当初5名で結成された後にメンバーの変遷を経て、2017年8月から6人の新体制にて活動する予定となっており、新たに"emotional"のコンセプトも掲げられる。
2018年9月末日をもって活動休止。

グループ名のWiLLは、『「世界(World)」に向けて、「ヤバくカッコいい(iLL)」グループになる』という意味を込めた造語であり、英単語の「Will(意思)」とも掛けている。（グループ名は「i」のみ小文字表記）
楽曲制作は、つばさFlyやQamの楽曲も手掛けたyUsUke(ex.fly sleep fly)。プロデューサーも務めている。

## メンバー
| イメージカラー | 名前                           | 誕生日   | 血液型 | 出身地 | 備考                         |
| -------------- | ------------------------------ | -------- | ------ | ------ | ---------------------------- |
| ピンク         | 釆澤 彩香（うねざわ あやか）   | 9月22日  | A型    | 栃木県 | 初期メンバー                 |
| 緑             | RIHO（りほ）                   | 10月31日 | A型    | 埼玉県 | 2期生(2017年8月11日お披露目) |
| 赤             | 大山 恵利奈（おおやま えりな） | 1月26日  | B型    | 宮城県 | 2期生(2017年8月11日お披露目) |
| 水色           | 田仲 はな（たなか はな）       | 12月23日 | B型    | 埼玉県 | 2期生(2017年8月11日お披露目) |
| 黄色           | 天野 七星（あまの ななせ）     | 11月3日  | 不明   | 青森県 | 2期生(2017年8月11日お披露目) |

元メンバー
| 名前                         | イメージカラー | 誕生日  | 血液型 | 出身地 | 備考                                              |
| ---------------------------- | -------------- | ------- | ------ | ------ | ------------------------------------------------- |
| 日比野 実紅（ひびの みく）   | 青             |         |        |        | 初期メンバー／2016年10月脱退                      |
| 凪原 亜季（なぎはら あき）   | 白             | 6月4日  | ？     | 千葉県 | 初期メンバー／2017年7月27日卒業／元xoxo(Kiss&Hug) |
| 本間 美咲（ほんま みさき）   | 赤             | 2月28日 | O型    | 新潟県 | 初期メンバー／2017年7月27日卒業／元xoxo(Kiss&Hug) |
| 坂本 愛里（さかもと あいり） | 紫             | 10月1日 | B型    | 埼玉県 | 初期メンバー／2017年10月1日脱退                   |

## 経歴
2016年
- 6月29日(水)　新宿MARZでの主催ライブ「seize the light vol.1」にてお披露目
- 9月　レーベルメイトであるDINOSAUR BRAINとのカップリングツアー「DayByWay」開催（9月3日(土)北九州･小倉あるあるCity／4日(日)福岡･VIVRE HALL&ボックスシアター／10日(土)名古屋･新栄DAYTRIVE／11日(日)大阪･日本橋CLUB COCHLEA.／18日(日)仙台CLUB JUNK BOX／28日(水)東京･渋谷TSUTAYA O-WEST）[6]
- 12月8日(木)　渋谷TSUTAYA O-WESTにて、1stワンマンライブ「Will Grab Dream」開催

2017年
- 3月28日(火)　1stシングル「サクラリフレイン / Let It Out」リリース
- 4月　1stワンマンツアー「Let It ALL Out」開催（4月15日(土)大阪･日本橋CLUB COCHLEA.／16日(日)名古屋･大須Dt.BLD／22日(土)東京･渋谷WWW X）
- 6月1日(木)　新メンバーオーディション開催を発表
- 6月13日(火)　本間美咲、凪原亜季の卒業を発表
- 7月27日(木)　渋谷RUIDO K2にて、WiLL凪原亜季・本間美咲卒業記念公演開催。同日夜、オーディションによる候補生4名が新たに正式メンバーになることを発表
- 8月11日(金･祝)　渋谷RUIDO K2での主催ライブ「seize the light vol.6 -new order- supported by at DEEP」にて、新メンバーお披露目
- 11月10日、田仲がヤングアニマル主催のYAグラ姫2018にファイナリストとしてエントリー。同誌22号の表紙にもなる[7]。

## ディスコグラフィー

### シングル
| #   | 発売日        | タイトル                      | 販売形態 | 規格品番 | 収録曲                                                                            | DVD内容                          | 最高位 | タイアップ                                                                      |
| --- | ------------- | ----------------------------- | -------- | -------- | --------------------------------------------------------------------------------- | -------------------------------- | ------ | ------------------------------------------------------------------------------- |
| 1st | 2017年3月28日 | サクラリフレイン / Let It Out | 初回盤A  | MDR-1029 | 1. サクラリフレイン 2. Let It Out 3. サクラリフレイン -inst- 4. Let It Out -inst- | 「サクラリフレイン」 Music Video | 56位   | 「サクラリフレイン」：テレビ東京「音流 ～ONRYU～」2017年4月度エンディングテーマ |
| 1st | 2017年3月28日 | サクラリフレイン / Let It Out | 初回盤B  | MDR-1030 | 1. サクラリフレイン 2. Let It Out 3. サクラリフレイン -inst- 4. Let It Out -inst- | 「Let It Out」 Music Video       | 56位   | 「サクラリフレイン」：テレビ東京「音流 ～ONRYU～」2017年4月度エンディングテーマ |
| 1st | 2017年3月28日 | サクラリフレイン / Let It Out | 通常盤   | MDR-1031 | 1. サクラリフレイン 2. Let It Out 3. fallin' 4. fallin' -inst-                    | ー                               | 56位   | 「サクラリフレイン」：テレビ東京「音流 ～ONRYU～」2017年4月度エンディングテーマ |